# زبان پوتاواتومی

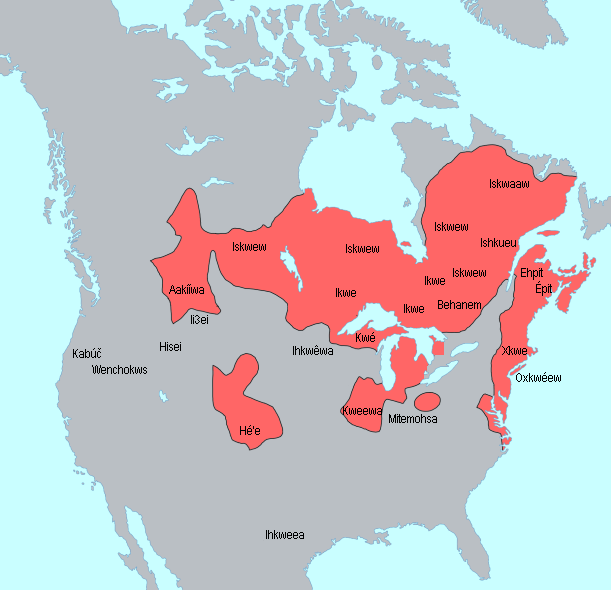
پراکندگی گویشوران زبان های آلگونکویان

زبان پوتاواتومی یکی از زبان های بومی آمریکای شمالی و از خانواده ی زبان های آلگونکویان شرقی که خود از خانواده زبان های آلگونکویان است می باشد. این زبان امروزه در نواحی گریت لیکس، میشیگان، ویسکوسین و کانزاس در ایالات متحده و در انتاریو در کانادا صحبت می شوند. تعداد ١٣٠٠ گوینده این زبان در این نواحی زندگی می کنند که بیشتر آنها پیر هستند. در آمریکا طی برنامه ای که از ژویه ٢٠١٣ میلادی آغاز شد و هدف آن زنده نگه داشتن این زبان در حال انقراض است، دانش آموزان با افراد سال خورده و ماهری که کاملاً مسلط به زبان پوتاواتومی هستند هم گروه می شوند و برای یادگیری این زبان تلاش می کنند همچنین آموزش های قرارگاه سرخپوستی هانهویله و آموزش های ویدویی و اینترنتی نیز موجود می باشند. 